# Oleksiivka, Sarnî
Oleksiivka (în ucraineană Олексіївка) este un sat în comuna Vîrî din raionul Sarnî, regiunea Rivne, Ucraina.

## Demografie
Componența lingvistică a localității Oleksiivka
     Ucraineană (100%)
Conform recensământului din 2001, toată populația localității Oleksiivka era vorbitoare de ucraineană (100%).